# Богдан Т601
Богдан Т601 — 10.6-метровий тролейбус, що з 2008 року випускається на Луцькому автомобільному заводі. Побудований на базі автобуса Богдан А60110, він вдало себе показав на дорогах України. Спочатку була розроблена модифікація Т60111 з двигуном постійного струму. Пізніше розроблено модифікацію Т60112, вона оснащена тяговим двигуном ЕД-139А, тиристорно-імпульсною системою керування, низькопідлогова на 100% та має двигун під підлогою на задньому звісі, електрообладнання винесено на дах, що забирає «шафу» з салону та дещо збільшило місткість, якщо Т60111 має місткість 99, то Т60112 має місткість у 102 пасажири.

## Історія
Першими тролейбусами Богдан стали 14.6-метрові Богдан Е231 (побудовані на базі Богдан А231), які стали випускатися влітку 2007 року. Вони мали зелене пофарбування і нехарактерну для українських тролейбусів довжину, за що отримали серед пасажирів прізвисько «крокодили». Однак, у них був ряд недоліків, вони були схильні до поламок, а тим часом почала розроблятися зовсім нова лінійка тролейбусів на Луцькому автомобільному заводі, більш зручна і вдала, яка добре себе зарекомендувала. 
Першим тролейбусом ЛуАЗа став напівнизькопідлоговий Богдан Т50110, довжина цього тролейбуса склала лише 10 метрів (іноді, пасажири жартома називали його «недомірком»). Варто зауважити, що Т501 не є серійним тролейбусом, їх випущено лише 2 штуки, і вони працюють у Луцьку, на них нерідко організовують екскурсії для любителів тролейбусів або узагалі охочих людей. У кінці 2008 року став випускатися Т60111, нині їх випущено 14 штук (на кінець 2009 року), деякі вже освоїлися у містах України (наприклад, у Львові закріпилися 2, 6 у Луганську), де їх було святково презентовано. 210 тролейбус випуску 2009 року (заводський 013) проходив пробну експлуатацію у Дніпропетровську та Донецьку, Житомирі,та інших містах України. Нині тролейбуси є у Кременчуку (2 штуки), 1 тролейбус Т60111 нещодавно проходив пробну експлуатацію у Сімферополі (повернено на завод). Також вони є у Хмельницькому (2 штуки), незабаром повинен з'явитися і на маршрутах Білої Церкви (1 штука). Цікавий факт, що один з тролейбусів Т60111 у Сімферополі має дещо інші сидіння, ніж, наприклад у Луганську чи Львові, і не має «полуторних», лише роздільного типу. Щодо Е231, то їх було випущено лише 8, вони випускалися з 2007 по 2008 роки, зараз їх виробництво припинене, з них 3 знаходяться у Києві (до того ж один вже зламаний, можливо, скоро буде відремонтований), 16 машин у Луганську, 19 машин в Ялті та 5 у Луцьку.

## Опис моделі
Тролейбус Богдан Т60111 добре себе зарекомендував на дорогах України, до яких він добре пристосований, що Луцький автомобільний завод вирішив побудувати 15-метровий тролейбус на базі Т60111. Тролейбус побудовано у 2009 році і отримав він назву Богдан Т80110. Нині він є єдиним випущеним Т80110, він має довжину у рівно 15 метрів (на 44 сантиметри більше за Е231), у 2009 році проходив пробну експлуатацію в Києві. Сам Богдан Т60111 є побудованим на базі міського автобуса Богдан А60110 (випускається з 2008 року). За своїми габаритами, тролейбус не є маленьким, хоча його довжина становить лише 10.63 метри, гіршим від цього тролейбус не стає ні за технічними показниками, ні за місткістю, ні за комфортом; навпаки, він є вертким на вузьких вулицях України та добре адаптований до українських доріг. Кузов тролейбуса використаний з автобуса А60110; обшивка кузова тролейбуса виготовлена з високоміцної оцинкованої сталі, і повністю покрита антикорозійними емалями, усі тролейбуси Богдан, у тому числі Т601 мають таку перевагу, як надійність і довговічність кузова і ресурс роботи не менше ніж 15 років. Кузов є тримальним, тобто, вже наявний готовий «кістяк» тролейбуса, готовий кузов, на який кріпляться усі агрегати та елементи; щодо рами, то вона є інтегрована з кузовом. Тролейбуси Богдан Т60111 мають характерне пофарбування (якщо їх не обклеять рекламою): низ передка і боковин темнозелений, дах і вища частина передка та боковин є світлозеленою (контейнер з електрообладнанням теж світлозелений), а увесь задок повністю темнозелений.
Передок тролейбуса Т601 не має відмінностей від передніх панелей інших тролейбусів Богдан. Заводське пофарбування передка (див. вище) — бампер і низ передка темнозелений, верхня частина під лобовим склом світлозелена. Лобове скло тролейбуса гнуте, безколірне і, зверху частково затоноване. На тролейбусі використане багатошарове безосколкове лобове скло; безуламкове, або безосколкове скло обклеєне з двох боків шарами пластику, і при сильному ушкодженні, скалки не вилітають і скло не розлітається на частини, завдяки тому, що пластик утримує уламки, уламки залишаються у масі до повної заміни пошкодженого склопакету, таким чином уламки не розлітаються, не утворюють небезпечних ріжучих осколків, та не можуть нікого травмувати. Завдяки цьому, дане скло часто просто називається травмобезпечним, або навіть ще простіше — просто безпечним. Вітрове скло тролейбуса панорамного типу, що забезпечує високий рівень контролю за ситуацією на дорозі. Склоочисники тролейбуса, як і решти тролейбусів «Богдан» горизонтального типу, мають величезні полотно-насадки, за рахунок чого відтирають максимально можливу поверхню вітрового скло від опадів, вони тришвидкісні, також є функція одноразового включення склоочисників, коли вони виконують очистку скла двічі, після цього знову опускаються; у деяких тролейбусів встановлюється склоомивач. Світлотехніка на передку представлена 10 фарами, з яких дві поворотні, дві протитуманні і дві дального світла; також з два габаритні вогні. Фари тролейбуса округлі, досить малого розміру, однак мають велику потужність та лінзове остеклення, за рахунок чого значно збільшено їхню далекоглядність, особливо актуальним це є для вогнів дальнього світла та протитуманних фар. Ці протитуманні фари та фари дальнього світла розміщені під звичайними, на місці, де б мав бути бампер. Щодо бампера, то він зварний, нечіткий і повністю прилягає до кузова, цікавий факт, що у деяких Т60111, як і у Богдан Т80110 під час випробувань, бампер кудись зникав: як передній, так і задній, коли тролейбус ставав на постійну експлуатацію, бампери знову з'являлися. На бампері тролейбуса знаходиться місце для номерного знака тролейбуса, однак, в Україні тролейбуси їх не мають, лише паркові номери, що розміщені на боковинах, на задку і на передку з правого або з лівого боку. Емблема корпорації Богдан прикрашає передок тролейбуса прямо посередині. Над лобовим тролейбуса розміщений верхній рейсовказівник: це сучасне електронне табло з суцільним дисплеєм на два рядки (номер маршруту, як правило позначається більшими знаками). Це був лише передній вказівник маршруту; наявний також рейсовказівник з правого боку у салоні (великий) і задній (малий, вказує лише номер маршруту). Бокові дзеркала заднього виду Богдана Т60111 сферичного типу та звішуються над кабіною у стилі «вуха кролика», також вони мають додаткові дзеркала (для кращого огляду) та спеціальне антиблікове покриття від бліків у сонячні дні.
Задня панель Богдан Т60111 має своє характерне пофарбування, дані тролейбуси мають темнозелений колір задка. Задній бампер тут є чітким, що цікаво, він теж кудись зникав на випробуваннях Богданів. Щодо заднього скла, то воно є суцільним, однак майже половину скло затуляє моторний відсік з двигуном. Моторний відсік тролейбуса, як і у інших тролейбусів Богдан знаходиться на його задньому звісі, а оскільки тролейбус є повністю низькопідлоговим, то він дещо виступає у салон, утворюючи своєрідну «шафу» з лівого боку заднього ряду сидінь. Тролейбус комплектується двигуном харківського виробництва «Електроважмаш» ЕД-139А, потужністю 140 кіловат. Переважна більшість електрообладнання тролейбуса винесена на його дах; на тролейбусі застосована сучасна IGBT-транзисторна система керування, виробництва Cegelec, Чехія, завдяки застосуванню IGBT-транзисторної системи керування, енергоспоживання тролейбуса зменшено на 30—40 відсотків. Також у тролейбуса наявна рекуперація (тобто, перетворення механічної енергії обертання тягових електродвигунів у електричний струм і повернення його назад у контактну мережу) при будь-якому виді гальмування, завдяки чому електроенергії витрачається ще менше. Узагалі, усі тролейбуси «Богдан» оснащені IGBT-транзисторною системою керування, завдяки чому витрати тролейбусом електроенергії значно зменшуються. Ходові частини тролейбуса по більшій частині уніфіковані з іншими тролейбусами Богдан, і використовує перевірені іноземні комплектуючі; тролейбус є двовісним, ведучий міст задній (портальний), мости тролейбуса виконані німецькою фірмою Voith. Передня підвіска незалежна пневматична, задня залежна пневматична, з регулятором рівня підлоги (тролейбус має систему кнілінгу). Гальмівна система тролейбуса:
- робоче гальмо (гальмо, яке приводиться у дію водієм натиском на педаль гальма, сповільнення регулюється і від сили натиску на педаль) — пневматична або електродинамічна, двохконтурна система (розбиття на гальмівні контури по осі).
- допоміжна гальмівна система — система електродинамічного (реостатного) гальмування тяговим електродвигуном.
- стоянкова гальмівна система (це система для нерухомого утримання транспортного засобу під час зупинок, особливо актуальна на ухилах, зазвичай це ручний важіль) — представлена ручним важелем, що діє на гальмівні механізми ведучого (заднього) моста.
- резервна гальмівна система (допоміжна система у разі виходу з ладу робочого гальма, що і так вкрай небажано) — представлена одним з контурів робочої гальмівної системи.
- ABS — також у тролейбуса наявна антиблокувальна система ABS (Anti-lock Braking System).

Крім цього, тролейбус оснащується електронним обмежувачем максимальної швидкості руху, який зашивається у електрообладнання і ставиться вже на заводі, так робиться з багатьма сучасними тролейбусами (наприклад, ЛАЗ Е183, Solaris Trollino 12, ЛАЗ Е301, Solaris Trollino 15 та іншими, у тому числі і іншими тролейбусами «Богдан»), цей обмежувач швидкості не дозволяє тролейбусові рухатися більше аніж зазвичай 50—60 км/год; на цьому тролейбусі виставлене обмеження швидкості 65 км/год. Вже згадано, що тролейбус «повертає» електроенергію у контактну мережу при будь-якому виді гальмування (рекуперація). Слід відзначити і те, що як і ЛАЗ Е183, Богдан Т60111 під час гальмування видає високочастотний звук на кшталт «писку» (менше ніж Е183, але він є), виною цього є низькоякісні гальмівні резистори, пищить також і Богдан Е231.
До салону тролейбуса Богдан Т60111 ведуть три «планетарні» двері поворотно-зсувного типу, з розвинутим остекленням (тоновані склопакети), і до того ж безосколкові. Передні двері тролейбуса двостворчасті, середні також двостворчасті, задні одностворчасті. Тролейбуси Богдан Т60111 (принаймні у Львові та Луганську) мають систему протизащемлення пасажирів, що є дуже корисним у годину-пік, коли тролейбуси їдуть «забиті», і двері під час закриття легко можуть затиснути пасажирів (як це часто буває у українських міських «маршрутках»), тепер же двері тролейбуса відходять на попередню позицію автоматично, знайшовши перепону на своєму шляху. Слід відзначити, що тролейбус є повністю низькопідлоговим, висота підлоги над дорожнім покриттям становить лише 35 сантиметрів, що є зручним для усіх пасажирів, а насамперед для маломобільних людей та інвалідів. Також тролейбус має наявну систему кнілінгу, завдяки якій тролейбус може присідати на декілька сантиметрів, буквально до рівня тротуару, ця система зазвичай використовується на зупинках.
Салон. Салон тролейбуса Богдан Т60111 виконаний у світлих барвах, комфортний для пасажирів та має оригінальний дизайн. Підлога салону тролейбуса застелена цільнотягнутим листом лінолеуму з блестками; боковини покриті пластмасою світлосірого кольору. Поручні тролейбуса «товстого» типу, зроблені з корозієстійкої сталі та покриті полімерною фарбою, що має високу корозійну стійкість; у «Богданів», як вертикальні, так і горизонтальні поручні яскраво-жовтого кольору. Вертикальні поручні розміщені майже біля кожного ряду сидінь і є зручними для пасажирів, горизонтальні поручні розміщено уздовж усього салону 10.6-метрового тролейбуса, їх може бути обладнано спеціальними ручками для більшого комфорту, так, №210 (зараз повернено до Луцька) оснащений ручками зі шкірозамінювача, ручки можуть бути пластмасовими, або і узагалі не бути встановленими. Варто зауважити, що ці ручки є дуже доречними для людей навіть середнього зросту, оскільки горизонтальні поручні розміщені досить високо і незручно для людей навіть середнього зросту, не кажучи вже про нижчого. Сидіння. Спершу варто зауважити, що на тролейбусах різних випусків встановлено різні типи сидінь: у Луганських та Львівських Т60111 спинки цілком пластикові, ручки на сидіннях пластикові; у Луцького №210 (заводський 013) вони значно менші за ті, що на луганських, «полуторних» немає, ручки металеві; у більшості випущених сидячі місця такі — напівм'які, роздільного типу, обшиті повністю передні спинки і подушки сидінь, спинки та подушки обшиті розшиті синтетичною тканиною зеленого кольору; задні спинки сидінь пластмасові, ручки для стоячих пасажирів є пластиковими. Слід зауважити і такий елемент, що на передніх колісних арках застосовано 2 «полуторних» сидіння, м'яких, суміжних, без тримачів для стоячих пасажирів із пластиковими задніми спинками. Такі сидіння не є особливо зручними: для двох дорослих пасажирів вони є просто завузькими, а оскільки встановлені вони прямо біля кабіни, прохід дуже вузький (і це досить серйозний недолік у плануванні салону, див. оцінку моделі). Задній ряд сидінь складається лише з 3 сидінь, оскільки у лівий бік заднього звісу вилізає моторний відсік, у даному тролейбусі розміщено 23 сидіння, на задніх колісних арках сидіння розміщені на невеликих помостах.
Оскільки тролейбус є повністю низькопідлоговим, він може перевозити інвалідів у візках, та має усе необхідне для цього. По-перше, низький рівень підлоги та систему опуску кузова кнілінг; по-друге, навпроти середніх дверей розміщено спеціальний висувний пандус-рампу, що складається та розкладається механічно, рампа достатньо тривка, щоб витримати дорослу людину у інвалідному візку. Прямо навпроти середніх дверей розміщена спеціальна накопичувальна площадка, на якій може розміщуватися спеціальне інвалідне крісло (вони встановлені не у усіх випущених Богданів Т60111). Однак, варто зауважити, що завдяки низькому рівню підлоги тролейбус також може перевозити дитячі візочки та великогабаритну колісну поклажу, однак пандус для таких цілей навряд чи знадобиться. Тролейбус оснащений тонованими склопакетами, міцними безосколковими боковими вікнами, які не розлітаються при пошкодженнях, а отже є безпечними для пасажирів; а завдяки тонованим склопакетам комфорт для пасажирів значно підвищується. Слід відзначити і висоту і розміри цих вікон, що є зручними для пасажирів. У тролейбуса добре розвинена система вентиляції: на тролейбус може встановлюватися кондиціонер, також система вентиляції представлена зсувними кватирками і відкидними люками на даху. Система опалення представлена потужним електричним конвектором, що працює від контактної мережі. Гарна система «клімату» дає велику перевагу для тролейбуса: літом у салоні навіть при великих завантаженнях не спекотно, а зимою навіть при порожньому салону у салоні досить тепло. Освітлення у салоні відбувається за рахунок плафонових світильників, що розміщені на даху салону.
Водійська кабіна тролейбуса відокремлена від салону суцільною перегородкою, та має два входи та виходи: під вхід та вихід водія з кабіни прилаштовано передню створку передніх дверей, також з салону до кабіни ведуть спеціальні двері. Слід зазначити, що передні двері у даного тролейбуса зроблено двостулковими, а не одностворними, як у Богдан Е231 і Богдан Т50111: та створка була виділена для водія і пасажири не мали передньої двері, що було незручним. Дизайн місця водія у Т60111 є аналогічним новій лінійці Богданів, місце водія виконано у світлих барвах та є вельми комфортним та зручним. Приборна панель тролейбуса зроблена з пластмаси, і є світлосірого кольору, варто зауважити, що ця панель може регулюватися, як і у рульова колонка. Оскільки двері входу-виходу з лівого боку немає, там розміщено невелику додаткову панель з приладами. Клавіші на приборній панелі великого розміру, чорного кольору та легко читаються завдяки тому, що є великими та малюнкам з розшифрування функцій, якими вони керують. Так, з правого боку розміщені клавіші відкриття та закриття дверей, включення аварійної сигналізації, освітлення у салоні та фар дального світла, клавіші з лівого боку керують опаленням та кондиціонуванням та іншими функціями. Оскільки у водійській кабіні гарна система освітлення, і кожна з клавіш має власну підсвітку, і що цікаво різних кольорів. Показникові прилади на приборній панелі розміщені посередині. Спідометр тролейбуса розміщений зліва та оцифрований до 120 км/год (однак, правда такої швидкості тролейбус не розвине з кількох причин: у місті така швидкість не дозволена (дозволено 60); на тролейбусах стоять обмежувачі швидкості; ну і технічно цей тролейбус такої швидкості не вижме), цікавий факт, що ціна поділки на спідометрі 1 км/год, тобто розграфлений циферблат навіть на таку точну швидкість. Показникові прилади мають червоні стрілки, що мають потужну червону підсвітку уночі, а циферблати уночі світяться синім світлом, і, до того ж колір може регулюватися водієм. На панелі з показниковими приладами розміщуються показники ввімкнених функцій, які замінили застарілі світлодіоди. Рульова колонка тролейбуса виконана або українською фірмою ЗАТ «Радій», або німецькою фірмою ZF. Рульова колонка оснащена гідропідсилювачем керма, травмобезпечна та може також регулювати нахил керма. На кермі вибито «Isuzu», що показує те, що тролейбус використовує панель приладів з автобусів Isuzu (які і більшість інших Богданів). Проблема підрульових важелів вирішена шляхом об'єднання їх у два мультиважелі справа і зліва (лівий важіль відповідає за включення поворотів, фар, габаритних вогнів, правий за включення склоочисників, див. про склоочисники вище, включення склоомивача). Водійське крісло м'яке, комфортне, на пневмопідвісці та має підголівник, крісло обшите синтетичною тканиною, встановлене та спеціальних рейках, завдяки чому може регулюватися не тільки у висоту, а й відсуватися за потреби. Управління електронними рейсовказівниками керується за допомогою спеціальної панелі зверху, там же влаштовано і радіо. Освітлення у кабіні відбувається за рахунок плафонового світильника і підсвітки приладів. Вентиляція відбувається за рахунок зсувної кватирки і можливого кондиціонера, опалення — від електричного конвектора. Також у кабіні наявне велике заднє дзеркало огляду салону, вогнегасник та аптечка.

## Оцінка моделі
Тролейбус Богдан Т60111 має чимало переваг:
- великий пасажирський тролейбус довжиною 10.6 метрів, здатний перевозити до 100 пасажирів, верткий і мобільний завдяки габаритам;
- сучасний дизайн;
- застосування безосколкового лобового та бокових стекол, вітрове скло — панорамне;
- застосування IGBT-транзисторної системи управління, завдяки якій значно економиться витрачена електроенергія;
- застосування сучасних іноземних комплектуючих:

1. IGBT-транзисторна система управління виробництва Cegelec (Чехія)
2. Мости виробництва Voith;
3. Використання комплектуючих Isuzu;
4. Рульова колонка виробництва ZF або українського «ЗАТ Радій».

- ресурс кузова не менше ніж 15 років служби;
- електронні маршрутовказівники;
- зменшення витрат електроенергії на 30—40 відсотків, рекуперація (повернення енергії у вигляді електричного струму назад у контактну мережу);
- низький рівень шуму завдяки шумоізоляційним матеріалам моторного відсіку і хорошій шумоізоляції салону;
- низький рівень підлоги у 35 сантиметрів уздовж усього салону;
- наявність системи кнілінгу кузова;
- сучасна обробка та обладнання салону;
- у тролейбуса дуже висока стеля, тому салон є зручним для людей будь-якого зросту;
- можливість перевезення пасажирів-інвалідів у візках, наявне спеціальне крісло і висувна рампа;
- хороша система опалення та вентиляції;
- сучасне обладнання водійського місця;
- тролейбус оснащений тонованими склопакетами.

Однак, є і ряд недоліків:
- у тролейбуса не зникли полуторні сидіння, які не є дуже зручними для пасажирів; до того ж, у сидіння біля перегородки кабіни з лівого боку має надзвичайно вузький прохід, ноги поставити просто нікуди, що безперечно додає незручностей.
- двері до кабіни водія не обладнуються спеціальною кватиркою для продажу квитків, що є особливо актуальним для України, де проїзні талони у тролейбусах продають не кондуктори, а водії. Як правило, у таких випадках, водії під час зупинок відкривають двері для продажу квитків, а двері великі і майже затуляють вихід з і без того вузького ряду з полуторним сидінням, тому пробратися до нього стає майже неможливо;
- показникові прилади розміщені майже горизонтально, що зазвичай є не дуже зручним для водіїв.
- горизонтальні поручні розміщені дуже високо і не є зручними для людей низького зросту.
- «писк» при гальмуванні, спричинений низькоякісними гальмівними резисторами.

## Технічні характеристики
| Богдан Т60111                          | Богдан Т60111                                                                               |
| -------------------------------------- | ------------------------------------------------------------------------------------------- |
| Загальні дані                          |                                                                                             |
| Модель                                 | Богдан Т60111                                                                               |
| Інші назви                             | Богдан Т60111                                                                               |
| Прізвисько                             | немає                                                                                       |
| Клас                                   | міський тролейбус                                                                           |
| Побудований на базі,                   | автобус Богдан А60110                                                                       |
| Модифікації                            | Богдан Т60112                                                                               |
| Виробник                               | Богдан, збирається на ЛуАЗі                                                                 |
| Випускається з                         | 2008                                                                                        |
| Кількість випущених екземплярів        | 14,                                                                                         |
| Подібні моделі                         | Богдан Т501, Богдан Т701, Богдан Т801, Богдан Т901                                          |
| Кузов                                  |                                                                                             |
| Кузов (загальне описання)              | однозвенний, вагонного компонування, тримальний                                             |
| Обшивка кузова                         | оцинкована сталь                                                                            |
| Ресурс кузова, не менше ніж, роки      | 15                                                                                          |
| Габаритні розміри                      |                                                                                             |
| Довжина, мм                            | 10630                                                                                       |
| Ширина, мм                             | 2550                                                                                        |
| Висота, мм                             | 3500                                                                                        |
| Передня колія, мм                      |                                                                                             |
| Задня колія, мм                        |                                                                                             |
| Поворотний діаметр, не більше, м       | 11,2 метра                                                                                  |
| Колісна база, мм                       | 4820                                                                                        |
| Дорожній просвіт, мм                   | ~150                                                                                        |
| Елементи ззовні                        |                                                                                             |
| Світлотехніка (передок)                | 4 ближнього світла, 2 протитуманні, 2 дального світла+2 поворотні і передні габаритні вогні |
| Бампер                                 | зварний, нечіткоокреслений                                                                  |
| Бокові дзеркала заднього виду          | сферичного типу, «вуха кролика»                                                             |
| Вітрове скло                           | панорамне, безосколкове                                                                     |
| Склоочисники                           | горизонтальні, тришвидкісні                                                                 |
| Склоомивачі                            | можливі (принаймні у Львівських вони є точно)                                               |
| Маршрутовказівники                     | електронні табло з жовтими літерами, дисплей суцільний                                      |
| Буксирувальний кронштейн               | 2 кронштейни під бампером на передку                                                        |
| Бокові дзеркала заднього виду          | сферичні, «вуха», з антибліковим покриттям                                                  |
| Розташування мотовідсіка двигуна       | ззаду за задньою панеллю, частина у салоні                                                  |
| Колеса                                 | 275/70R×22.5 8.25×22.5 4×2 (формула)                                                        |
| Осі, штук                              | 2 (6×2)                                                                                     |
| Задній бампер                          | чіткоокреслений                                                                             |
| Шасі                                   |                                                                                             |
| Передня вісь                           | Voith                                                                                       |
| Задній міст, модель                    | Voith                                                                                       |
| Додаткова вісь, модель                 | —                                                                                           |
| Ведучий міст                           | задній, портальний                                                                          |
| Гальмівна система (робоча)             | пневматична, двохконтурна                                                                   |
| Стоянкове гальмо                       | ручний важіль, діє на гальмівні механізми заднього мосту                                    |
| Допоміжне гальмо                       | електродинамічне (реостатне)                                                                |
| Резервне гальмо                        | один з контурів робочої гальмівної системи                                                  |
| ABS                                    | наявна                                                                                      |
| Передня підвіска                       | незалежна пневматична                                                                       |
| Задня підвіска                         | залежна пневматична+регулятор підлоги                                                       |
| Салон                                  |                                                                                             |
| Кількість дверей і тип                 | 3 задні одно-, передні/середні двостоворчасті поворотно-зсувного типу                       |
| Аварійне відкриття дверей              | кнопки біля дверей ззовні і над приводом усередині                                          |
| Висота підлоги салону над дорогою, см  | 35                                                                                          |
| Ширина дверей, см                      | 140 (двостулкові), 82 (одностулкові)                                                        |
| Система кнілінгу                       | наявна                                                                                      |
| Пандус для в'їзду інвалідних візків    | наявна відкидна рампа, відсувається і зсувається механічно                                  |
| Розташування пандуса                   | 2 (середні) двері                                                                           |
| Поручні                                | зі сталевої труби, з антикорозійною обробкою, можливі ручки                                 |
| Сидіння                                | напівм'які, роздільні, полуторні (спереду), (див. опис)                                     |
| Кількість сидінь                       | 23 (без урахування водія)                                                                   |
| Підсвітка у салоні                     | плафонові світильники на даху                                                               |
| Вентиляція у салоні                    | люки, кватирки, можливий кондиціонер                                                        |
| Бокові вікна                           | затоновані чорним відтінком, безосколкові                                                   |
| Опалення                               | електричний конвектор від контактної мережі                                                 |
| Пасажиромісткість салону, чол          | 98, 100                                                                                     |
| Місце водія                            |                                                                                             |
| Кабіна водія                           | відокремлена перегородкою від салону                                                        |
| Підсвітка у кабіні                     | кожен з показникових приладів і один плафоновий світильник                                  |
| Вентиляція у кабіні                    | через вентилятор (додатково) і зсувну кватирку, можливий кондиціонер                        |
| Опалення у кабіні водія                | електричний конвектор                                                                       |
| Крісло водія                           | м'яке, на спеціальних рейках; висувається, спинка регульована                               |
| Приборна панель                        | у формі напівкруга з пластику, регульована                                                  |
| Рульове керування                      | ЗАТ «Радій» або ZF (з гідропідсилювачем)                                                    |
| Педалі                                 | 2 керівні педалі                                                                            |
| Дзеркало огляду салону                 | наявне                                                                                      |
| Вогнегасник                            | наявний                                                                                     |
| Аптечка                                | наявна                                                                                      |
| Двигун і динамічні характеристики      |                                                                                             |
| Марка двигуна                          | ЕД 139А, постійного струму, виробництва «Електроважмаш», Харків                             |
| Кількість двигунів                     | 1                                                                                           |
| Потужність електродвигуна, кіловат     | 140                                                                                         |
| Номінальний крутний момент, Н×м        | 810                                                                                         |
| Номінальна частота обертання, об/хв    | 1650                                                                                        |
| Максимальна частота обертання, об/хв   | 3900                                                                                        |
| Максимальна швидкість руху, км/год     | ≥55 (обмежувач)                                                                             |
| Розгін 0—40 км/год за, сек             | 9                                                                                           |
| Електроустаткування                    |                                                                                             |
| Система керування                      | IGBT-транзисторна                                                                           |
| Виробник СК                            | Cegelec, Чехія                                                                              |
| Штанги і система штанговловлювання     | механічна                                                                                   |
| Напруга на струмоприймачах, Вольт      | 600                                                                                         |
| Бортова напруга, Вольт                 | 24—26                                                                                       |
| Інші агрегати                          |                                                                                             |
| Компресорний агрегат, виробник, країна | Білорусь                                                                                    |
| Статичний конвертер                    | 7 кВт, 550/28/380 В, виробник Чехія                                                         |
| Гідростанція, виробник                 | Bosch-Rexroth (Чехія)                                                                       |

## Тролейбуси Богдан Т60111 у Львові
- Львівські тролейбуси. У Львові їх працює дві штуки, і вони були привезені у місто у кінці 2008 року і отримали номери 111 і 112. У 112 тролейбуса з самого початку, так і досі, не працюють задні двері (одностворчасті). Також впродовж декількох місяців він мав зламаний спідометр, однак його пізніше відремонтували. 112-й тролейбус, імовірно не має електронного обмежувача у швидкості (55 км/год), або відключений чи перелаштований, він найчастіше працює на 11 маршруті, який виходить за межі міста, де розганяється до швидкості понад 75 км/год. А 111 тролейбус перший час, після того, як його привезли у Львів також мав непрацюючі задні одностворчасті двері, однак пізніше їх відремонтували.

## Тролейбуси Богдан Т601 у Луганську
Тролейбусів Богдан Т601 в Луганську найбільше — 16 штук (15 Т60111 та 1 Т60112). У даному місті їх було святково презентовано у 2009 році.